# BBC One Northern Ireland
BBC One Northern Ireland — британский телеканал, североирландское региональное отделение BBC One, первого телеканала Британской вещательной корпорации. Центральная студия расположена в белфастском Доме вещания. Телеканал вещает фактически с 1961 года, хотя телестудия появилась ещё в 1955 году. С 24 октября 2012 вещает и в HD-формате.

## Вещание
Телеканал вещает с 6 утра вплоть до перехода на телеканала BBC News или на региональное телевидение. Основными конкурентами телеканала являются британский UTV и ирландские RTÉ One и TV3.

## Доступность
Вне пределов Северной Ирландии вещание на остальной территории Великобритании доступно в сети Sky на 953-м канале, а в Республике Ирландии в той же сети типа ROI на канале 141. 18 ноября 2013 кнопками обменялись HD-версия и SD-версия телеканала специально для подписчиков пакета телевидения высокой чёткости.